# Гаљано (Терамо)
Гаљано (итал. Gagliano) је насеље у Италији у округу Терамо, региону Абруцо.
Према процени из 2011. у насељу је живело 96 становника. Насеље се налази на надморској висини од 364 м.